# Barbatia candida
Barbatia candida (nomeada, em inglêsː white bearded ark; na tradução para o portuguêsː "arca branca, barbuda" - nome decorrente de seu perióstraco tufoso) é uma espécie de molusco Bivalvia marinho litorâneo da família Arcidae, classificada por Sebastian Georg Helbling von Hirzenfeld, em 1779; descrita como Arca candida no texto "Beyträge zur Kenntniß neuer und seltener Konchylien. Aus einigen Wienerischen Sammlungen"; publicado em Abhandlungen einer Privatgesellschaft in Böhmen, zur Aufnahme der Mathematik, der vaterländischen Geschichte, und der Naturgeschichte, 4: 102-131, pl. 1-4. Habita fundos de costas de substratos rochosos, onde se fixam pelo bisso, no oeste dos oceanos Atlântico e Índico, desde águas rasas até os 10 metros de profundidade. Esta espécie pode ser encontrada nos sambaquis brasileiros, tendo importância arqueológica desconhecida.

## Descrição da concha
Barbatia candida possui concha trapezoidal, com 5.4 centímetros de comprimento e 3.4 centímetros de altura, quando bem desenvolvida. Suas valvas possuem umbos bem separados e relevo reticulado, onde se destacam de 38 a 40 costelas radiais bem visíveis, com um perióstraco castanho e denso, dotado de cerdas, encobrindo a sua borda e sua superfície de coloração branca. Interior das valvas branco.

## Distribuição geográfica
No oceano Atlântico, esta espécie está distribuída da Carolina do Norte, Flórida e Texas, no golfo do México, Estados Unidos, passando pelo mar do Caribe, Antilhas, leste da Colômbia e Venezuela, até Santa Catarina, na região sul do Brasil. No oceano Índico ela está presente no mar Vermelho, costa da Tanzânia e Madagáscar.